# 震災切手
震災切手（しんさいきって）とは、大正時代に発生した関東大震災直後に応急的に製造された普通切手である。

## 概要

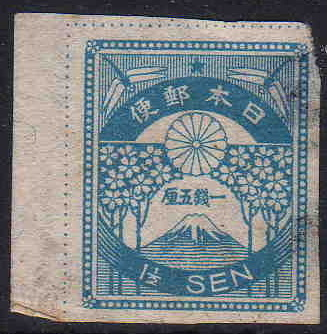
1銭5厘切手

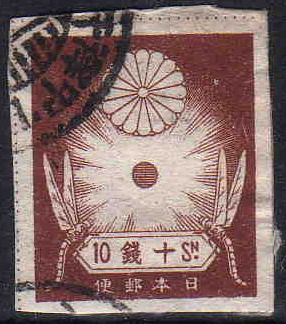
10銭切手

1923年9月1日に発生した関東大震災では、東京市にあった印刷局や逓信省が被災した。そのため倉庫にあった切手が焼失したほか、切手製造に必要な設備や資材も亡失した。この事態で全国的に切手が欠乏する可能性があるとして、応急措置として民間会社で暫定的な切手を製造させることが計画された。この時製造された切手のことを「震災切手」と呼称されている。
当初、切手を印刷したのは大阪市の精版印刷会社であったが、後には東京の秀英社でも印刷された。暫定的な切手であったため、印刷は平版印刷と簡潔なものであり、用紙のすかしも「震災すかし」と呼ばれる簡単なものであった。原則的に目打と裏のりを作る工程が省かれた状態で販売されたが、民間で便宜的に目打を施したものも存在する、切手の額面は5厘、1銭5厘、2銭、3銭、4銭、5銭、8銭、10銭、20銭の9種類あった。図案は低額7種が中央に富士山を配し、周辺をトンボと桜を配した枠で囲んでおり、高額2種は中央に太陽を配しトンボが従うというものであった。 震災切手は震災の翌月の10月25日に発行された。
しかしながら印刷局の復興が予想以上に早く達成し、翌年の春までには切手の製造が再開された。そのため暫定的な震災切手は製造数の半分が売りさばけないまま1925年4月30日限りで廃止になった。